# Jaworowa Dolina (Pieniny)

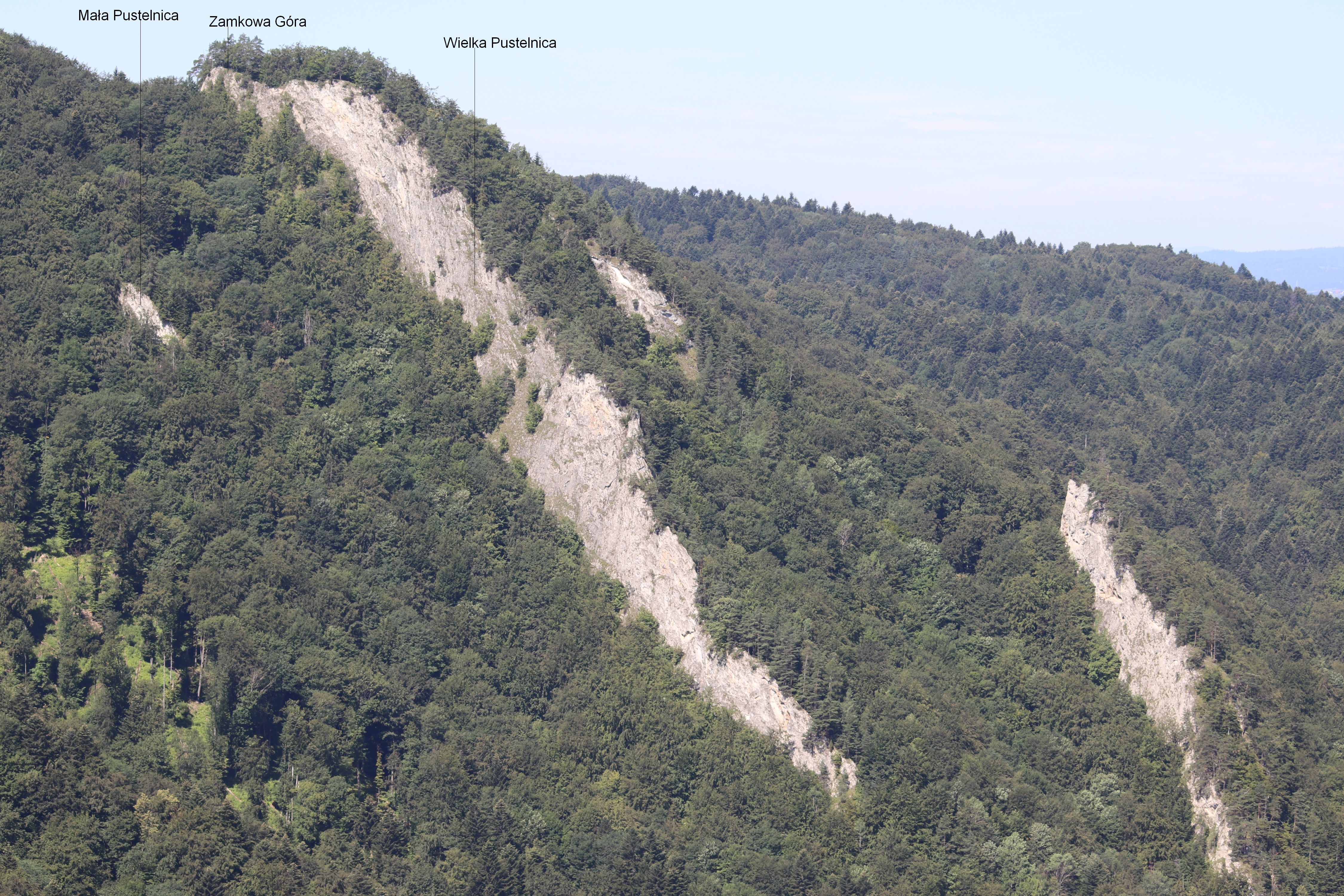
Widok z Sokolicy

Jaworowa Dolina – suchy żleb pomiędzy dwoma północno-wschodnimi żebrami Zamkowej Góry w Masywie Trzech Koron w Pieninach. Dawniej prowadziła nim zygzakami ścieżka z doliny Pienińskiego Potoku do Zamku Pieniny, przez turystów nazywana Pienińskim Zawratem. Szlak ten został jednak zamknięty, a dolina Pienińskiego Potoku jest obszarem ochrony ścisłej w Pienińskim Parku Narodowym, w granicach Krościenka nad Dunajcem, w województwie małopolskim, w powiecie nowotarskim. Żleb jest porośnięty lasem.